# 多枝狸藻
多枝狸藻（學名：Utricularia ramosissima）为狸藻屬小型至中型食虫植物。其仅存在于泰国东北部的乌汶府。

## 外部連結
- 食虫植物照片搜寻引擎中多枝狸藻的照片

 维基共享资源上的相關多媒體資源：多枝狸藻
 維基物種上的相關：多枝狸藻